# Остріков Костянтин Миколайович
Остріков Костянтин Миколайович (англ. Kostya Ostrikov або Ken Ostrikov) — австралійський фізик українського походження, спеціаліст з фізики плазми, нанотехнологій та матеріалознавства, професор Квінслендського технологічного університету та науковець Організації наукових і промислових досліджень Співдружності. Член Європейської академії, володар медалі Позі (2008) і медалі Вальтера Боаса (2010).

## Біографія
Костянтин Остріков закінчив фізико-технічний факультет Харківського університету. У 1997 році став він лауреатом премії Національної академії наук України «Кращий молодий вчений року».
У 1997—2004 роках він працював у кількох різних країнах: постдоком в Королівському товаристві (Велика Британія, 1997), науковим співробітником за грантом фонду Олександра фон Гумбольдта (Німеччина, 1997—1999), запрошеним науковим співробітником Японського товариства розвитку науки (Японія, 2000—2001), довгостроковим стипендіатом (Німеччина, 2002), науковим співробітником Наньянського технологічного університету (Сінгапур, 2002—2004).
У 2004 році Остріков переїхав до Австралії, де працював стипендіатом і асоційованим професором-дослідником в Університеті Сіднея (2004—2009), ад'юнкт-професором Технологічного університету Сіднея (з 2011), головним дослідником Австралійського центру нанонауки плазми при Організації наукових і промислових досліджень Співдружності (2008—2015), науковим керівником Офісу виконавчого директора Організації наукових і промислових досліджень Співдружності (з 2015), професором Квінслендського технологічного університету (з 2015).
Паралельно Остріков також працює в Китаї як провідний іноземний запрошений професор Хуажонського університету науки і технології (2011—2014), запрошений професор проекту «111» в Чжензянському університеті (з 2015), запрошений іноземний професор Пекінського університету (з 2015 року).

## Нагороди
- Почесний професор Сіднейського університету (2008)
- Медаль Позі[en] (2008)
- Почесний доктор Харківського національного університету (2009)
- Медаль Вальтера Боаса[en] (2010)
- Почесний професор Університету Воллонгонга[en] (2011)[2]